# Embalse de Paso Nuevo
El embalse de Paso Nuevo se localiza entre municipio oscense de Benasque y el Plan del Hospital, junto la carretera A-139. La construcción de la presa se concluyó en 1969, represando las aguas del río Ésera. Se trata de una presa de gravedad que ocupa una superficie de 20 hectáreas embalsando una capacidad máxima de 3 Hm³. Está destinado primordialmente a regar las tierras de la zona, y en segundo lugar a la producción de energía eléctrica. El embalse de Paso Nuevo está gestionado por la Confederación Hidrográfica del Ebro (CHE).

## Buceo
Este embalse no ha sido objeto de inmersiones hasta fechas recientes en las que buceadores del Zaragoza Club Odisea (ZCO) hicieron una primera exploración de sus fondos, llegando hasta una profundidad de 11,4 m. El fondo de este embalse se halla cubierto de un fino limo procedente de la meteorización de las pizarras y de arena proveniente de los granitos que forman la geología del valle de Benasque. Son frecuentes los tocones y troncos de árboles, que recuerdan que aquel territorio fue años atrás un bosque de pino negro como el que tapiza el resto del valle de Vallibierna. Pero ahora ese fondo está salpicado por surgencias de aguas freáticas y burbujas de gases de descomposición de la materia orgánica enterrada.